# Montmerle-sur-Saône
Montmerle-sur-Saône ist eine französische Gemeinde mit 3.798 Einwohnern (Stand: 1. Januar 2022) im Département Ain in der Region Auvergne-Rhône-Alpes; sie gehört zum Arrondissement Bourg-en-Bresse und zum Kanton Châtillon-sur-Chalaronne. Die Einwohner werden Montmerlois(es) genannt.

## Geografie
Die Gemeinde Montmerle-sur-Saône liegt am Fluss Saône, der die Landschaft Dombes im Westen abschließt und die Grenze zum Département Rhône bildet, 35 Kilometer nördlich von Lyon. Umgeben wird Montmerle-sur-Saône von den Nachbargemeinden Belleville-en-Beaujolais im Norden und Nordwesten, Guéreins im Norden und Nordosten, Montceaux im Nordosten, Francheleins im Osten, Lurcy im Süden und Südosten sowie Saint-Georges-de-Reneins im Westen und Südwesten.

## Bevölkerungsentwicklung
| Jahr                       | 1962 | 1968 | 1975 | 1982 | 1990 | 1999 | 2010 | 2021 |
| Einwohner                  | 1178 | 1273 | 1505 | 2023 | 2596 | 2830 | 3823 | 3792 |
| Quellen: Cassini und INSEE |      |      |      |      |      |      |      |      |

## Sehenswürdigkeiten
- Kirche Saint-Nicolas
- Kapelle Les Minimes Notre-Dame-de-Bon-Secours, einstmals Teil der früheren Schlossanlage, die im 19. Jahrhundert abgebrochen worden war, mit Parkanlage und verbliebenen Turm
- Park La Batellerie
- Île de Montmerle, Flussinsel in der Saône

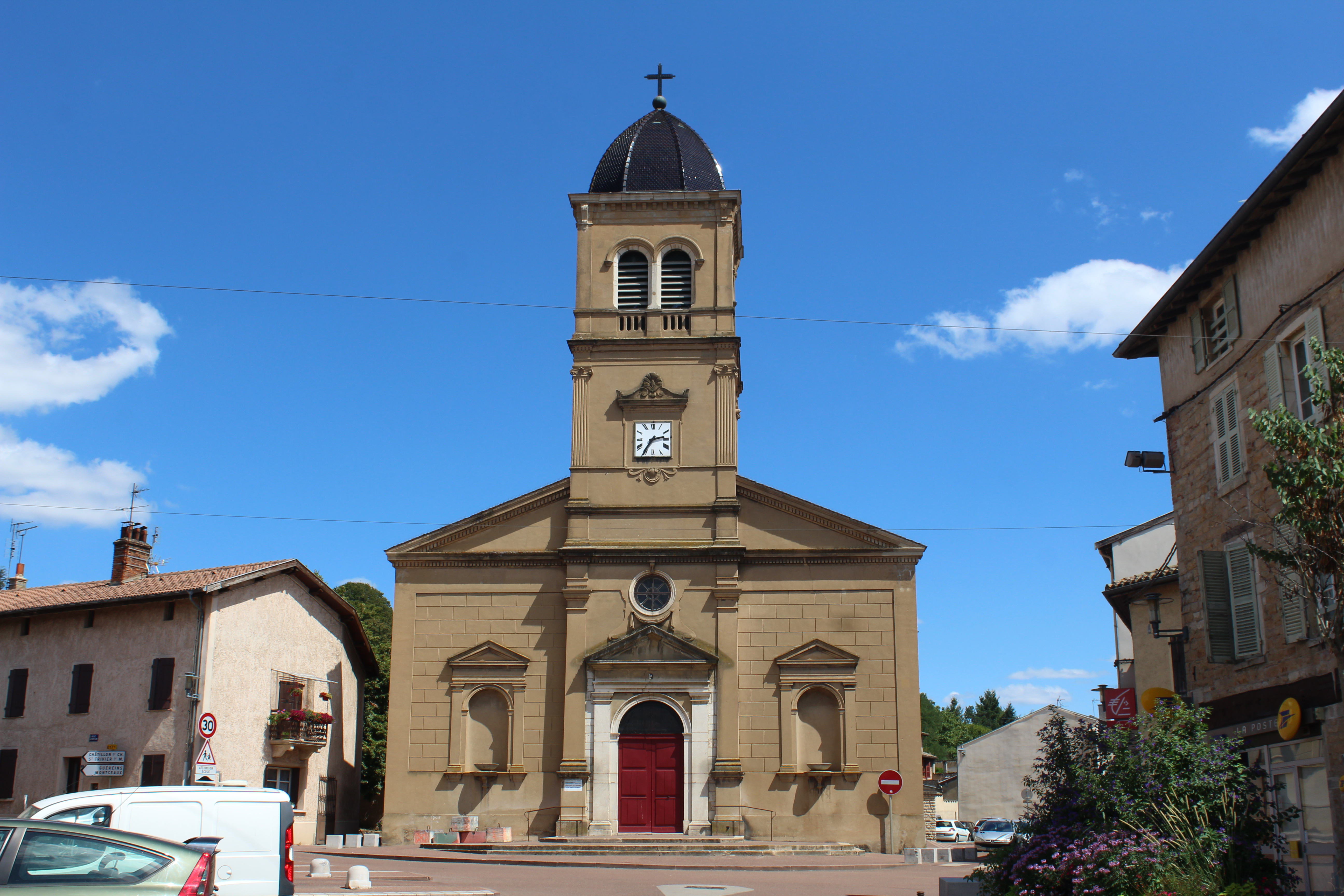
Kirche Saint-Nicolas
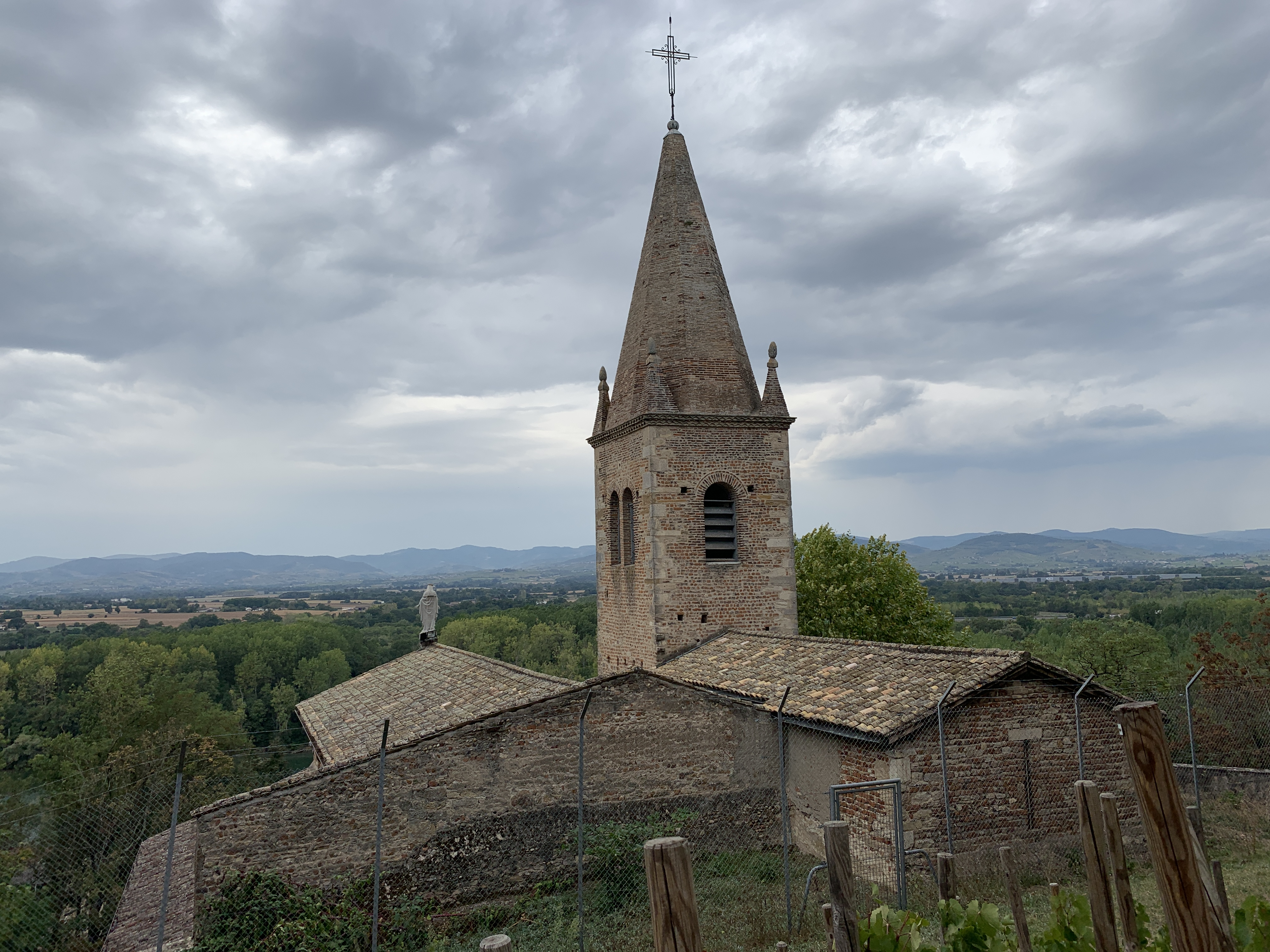
Kapelle Les Minimes Notre-Dame-de-Bon-Secours
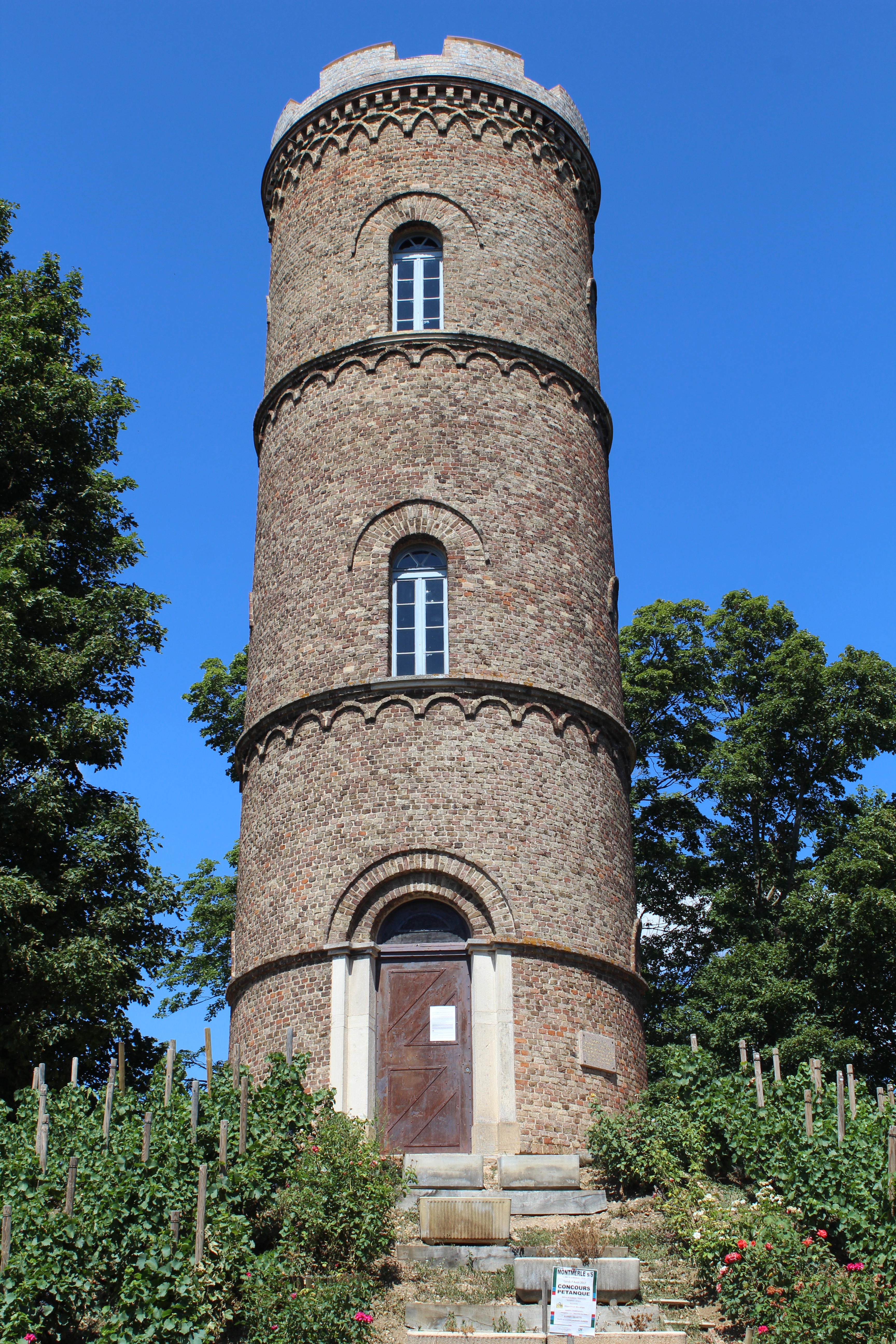
Turm der früheren Schlossanlage
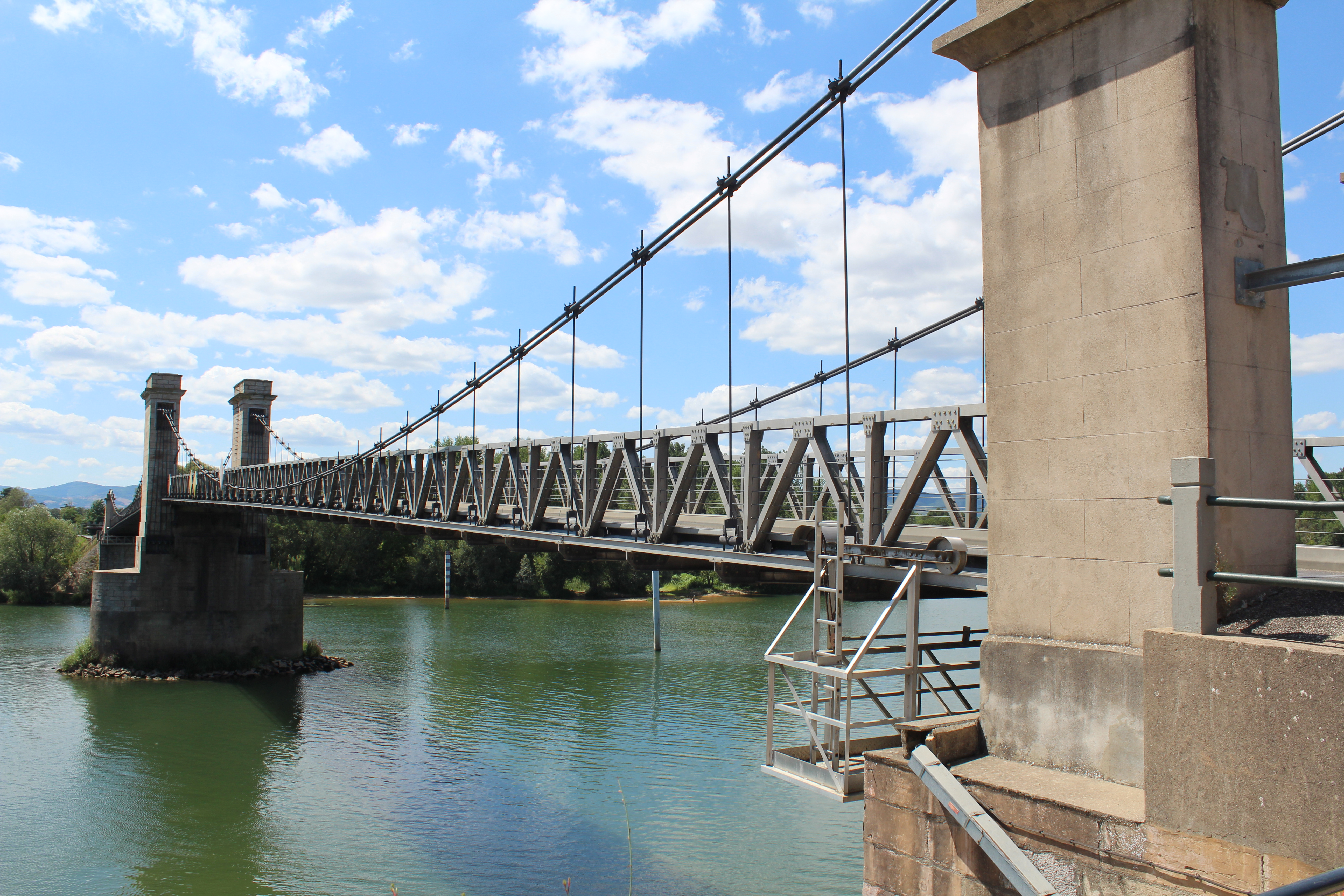
Saônebrücke
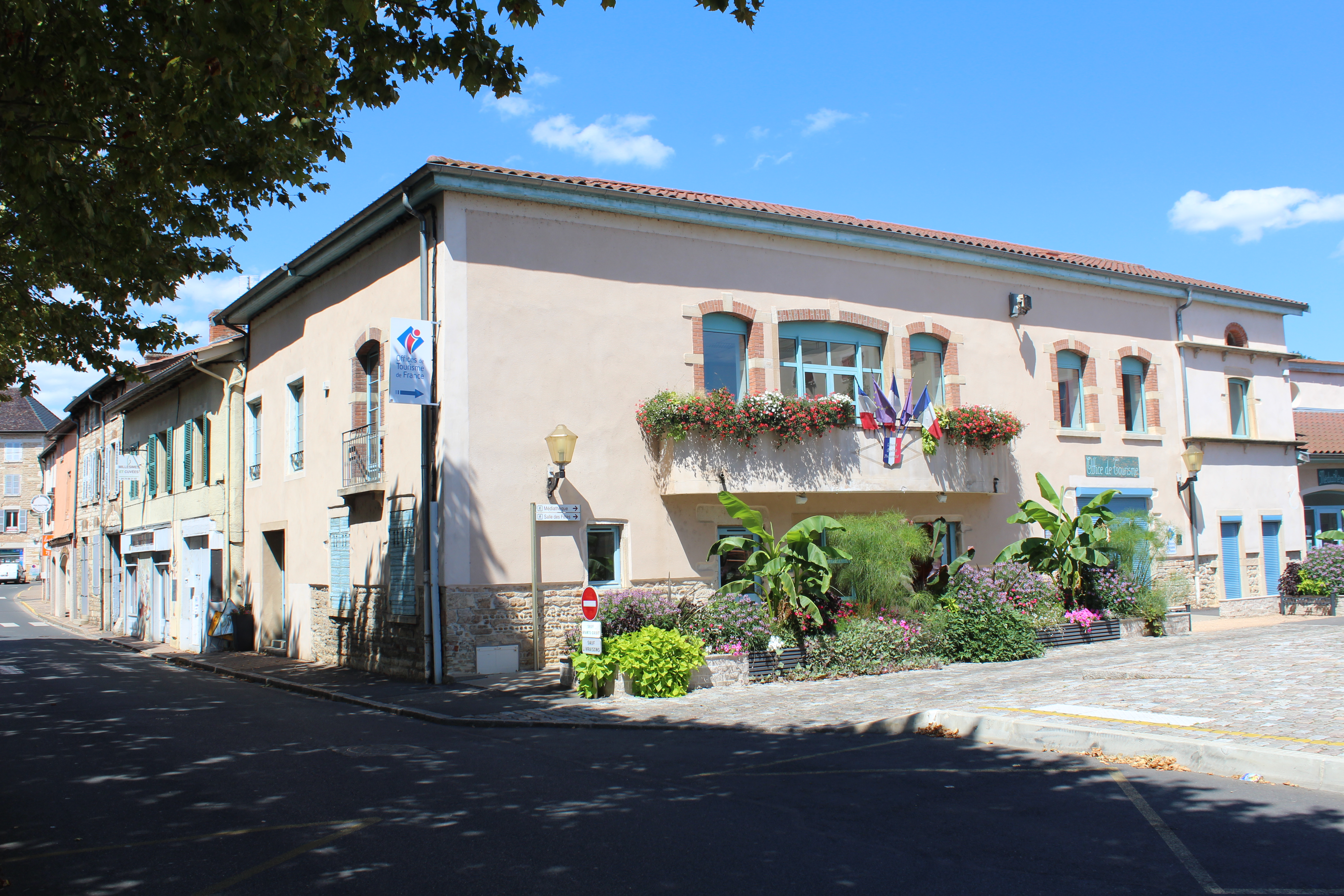
Tourismusbüro
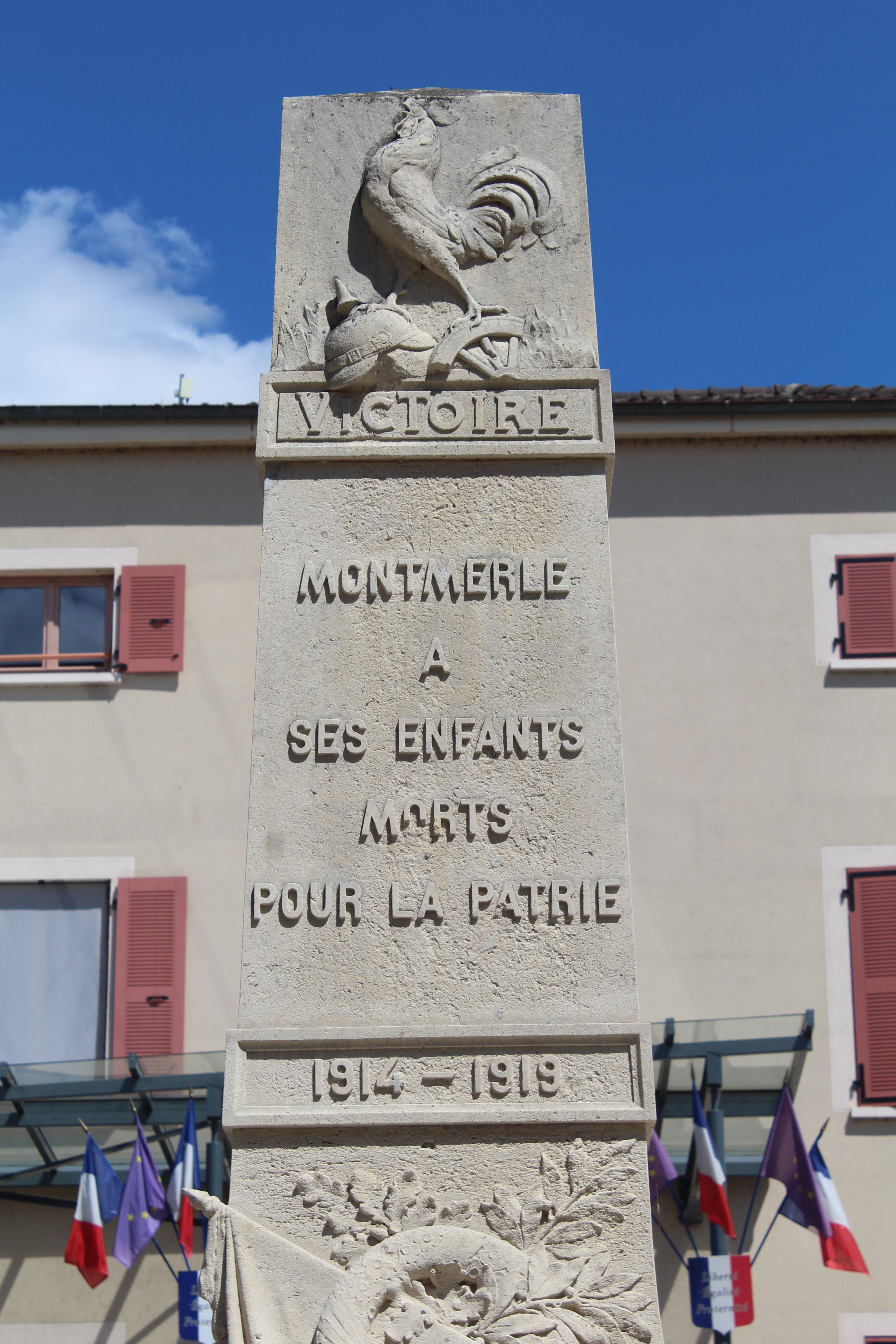
Gefallenendenkmal

## Persönlichkeiten
- Jean-Baptiste Tournassoud (1866–1951), Pionier der Farbfotografie